# Trichomasthus mattinus
Trichomasthus mattinus är en stekelart som först beskrevs av Walker 1837.  Trichomasthus mattinus ingår i släktet Trichomasthus och familjen sköldlussteklar. Inga underarter finns listade i Catalogue of Life.